# Тянь Лян
Тянь Лян (кит. упр. 田亮, пиньинь Tián Liàng, род. 27 августа 1979) — китайский прыгун в воду, двукратный олимпийский чемпион (2000 и 2004) и трёхкратный чемпион мира. Специализировался в прыжках с 10-метровой вышки (сольных и синхронных).

## Биография
Тянь Лян родился в 1979 году в Чунцинском районе Хэчуань. В 7-летнем возрасте занялся прыжками в воду, в 10-летнем возрасте вошёл в сборную провинции Сычуань (в то время Чунцин находился в составе провинции Сычуань), в 14-летнем возрасте вошёл в национальную сборную. Уже в 17-летнем возрасте в составе сборной КНР Тянь Лян принял участие в Олимпийских играх в Атланте, где занял 4-е место в сольных прыжках с вышки.
В 1998 году принял участие в чемпионате мира в Перте, где завоевал золотую медаль в синхронных прыжках с вышки (в паре с Сунь Шувэем), и серебряную — в сольных. В 2000 году стал чемпионом Олимпийских игр в Сиднее в сольных прыжках с вышки и серебряным призёром — в синхронных (в паре с Ху Цзя). В 2001 году на чемпионате мира в Фукуоке завоевал золотые медали как в сольных, так и в синхронных (в паре с Ху Цзя) прыжках с вышки, однако в 2003 году на чемпионате мира в Барселоне он в обеих этих дисциплинах смог добиться лишь бронзовых медалей. В 2004 году на Олимпиаде в Афинах Тянь Лян завоевал золотую медаль в синхронных прыжках с вышки (в паре с Ян Цзинхуэем), и бронзовую — в сольных.
В 2007 году Тянь Лян объявил об уходе из спорта. После этого он стал актёром, и снимается в фильмах и телесериалах.

## Избранная фильмография
- Badges of Fury (2013)
- National Treasure Mystery (2013)
- Blame It on the Phone (2013)
- On My Way (2012)
- Princess’s Temptation (2012)
- Crazy Shanzhai (2011)
- I Love Wing Chun (2011)
- A Beautiful Life (2011)
- The Fantastic Water Babes (2010)